# Marion Zimmer Bradley
Marion Eleanor Zimmer Bradley (n. 3 iunie 1930, Albany, New York – d. 25 septembrie 1999, Berkeley, California) a fost o scriitoare americană de romane fantastice și science fiction cum ar fi Negurile sau cele din seria Darkover. Mai mulți critici au remarcat perspectiva feministă din scrierile sale. Primul său copil, David R. Bradley, și fratele său, Paul Edwin Zimmer, au publicat de asemenea lucrări de science fiction & fantasy.

## Biografie
Născută la o fermă din Albany, New York în timpul Marii Crize, a început să scrie în 1949. A fost căsătorită cu Robert Alden Bradley din 26 octombrie 1949 până la divorțul lor pronunțat pe 19 mai 1964. Împreună au avut un copil, David Robert Bradley (1950–2008). În anii '50 a intrat în contact cu gruparea culturală care milita pentru lesbianism Daughters of Bilitis.
După ce a divorțat de Bradley, ea s-a căsătorit cu numismatul Walter H. Breen pe 3 iunie 1964. Ei au avut împreună o fiică, Moira Greyland, care a devenit ulterior harpistă și cântăreață profesionistă, și un fiu, Patrick, cunoscut ulterior sub numele de Mark.
În 1965, Bradley a absolvit Universitatea Hardin-Simmons din Abilene, Texas, cu o diplomă în Arte. Ulterior, s-a mutat în Berkeley, California, continuându-și studiile la Universitatea Berkeley din California între 1965 și 1967. În 1966 a ajutat la fondarea grupului Society for Creative Anachronism, fiind implicată în dezvoltarea unor grupări locale, printre care s-a numărat cea din New York după mutarea ei în Staten Island.
Bradley și Breen s-au separat în 1979, dar au rămas căsătoriți și au întreținut relații de afaceri, trăind pe aceeași stradă timp de un deceniu. Au divorțat oficial abia pe 9 mai 1990, în anul în care Breen a fost arestat pentru abuz sexual asupra copiilor. Ea era la curent cu preferințele sexuale ale lui Breen, îngăduind anterior relația acestuia cu un băiat de 14 ani.

### Religie
Bradley a fost botezată pe 5 iulie 1947, la vârsta de șaptesprezece ani, la Christ Church Cathedral din Hartford, CT. În anii '80 Bradley a trecut la neopăgânism, dar în anii '90 a revenit la biserica episcopală, declarând într-un interviu: "Merg regulat la biserica episcopală... Cât despre păgânism... simt că am trecut de perioada aceea. Sunt de părere că oamenii trebuie să exploreze posibilitățile."

### Moartea
După o deteriorare progresivă a sănătății în ultimii ani de viață, Bradley a decedat la spitalul Alta Bates Medical Center din Berkeley pe 25 septembrie 1999, la patru zile după ce a suferit un infarct. Două luni mai târziu, cenușa ei a fost împrăștiată pe dealul Glastonbury Tor din Glastonbury, Somerset, Anglia.

## Cariera literară
Bradley a vândut prima sa povestire în cadrul unui concurs de ficțiune organizat de Amazing Stories în 1949. Povestirea, intitulată "Outpost", a apărut în volumul 23, nr. 13 al publicației respective, în decembrie 1949, după ce fusese publicată anterior în fanzinul Spacewarp vol. 4, nr. 3, din decembrie 1948. Prima publicare profesională a constituit-o povestirea "Women Only", apărută în 1953 în al doilea (și ultimul) număr din Vortex Science Fiction. În ceea ce privește romanele, primul publicat a fost Falcons of Narabedla, în numărul din mai 1957 al revistei Other Worlds. Bradley a recunoscut că, în copilărie, îi plăcea să citească aventurile fantasy ale unor scriitori ca Henry Kuttner, Edmond Hamilton, C.L. Moore și Leigh Brackett, mai ales când era vorba despre "scânteierea unor sori ciudați asupra unor lumi care nu au existat și nu vor exista niciodată." Primul său roman și mare parte din opera sa ulterioară se află sub semnul acestor influențe.
La începutul carierei sale, folosind pseudonime ca Morgan Ives, Miriam Gardner, John Dexter și Lee Chapman, Marion Zimmer Bradley a creat câteva opere care nu se încadrează în ficțiunea speculativă, printre acestea numărându-se câteva romane aparținând literaturii pentru homosexuali. De exemplu, în 1962 a apărut I Am a Lesbian, care, deși nu pare deosebită conform standardelor actuale, a fost considerată pornografică la data apariției, ceea ce a determinat-o pe Bradley să refuze multă vreme dezvăluirea romanelor scrise de ea sub pseudonim.
Romanul din 1958 The Planet Savers a menționat pentru prima dată planeta Darkover, care avea să devină cadrul unei serii populare a lui Bradley și a altor autori. Seria Darkover poate fi considerată atât o fantezie cu accente science fiction, cât și science fiction cu accente fantasy, deoarece Darkover este o fostă colonie pământeană pe care puterile psi s-au dezvoltat până la un nivel ieșit din comun. Bradley a scris multe romane Darkover, dar în ultimii ani de viață a început să colaboreze cu alți autori, aceștia continuând seria și după moartea ei.
Bradley și-a asumat un rol activ în fandomul science-fiction și fantasy, promovând interacțiunea cu autori și editori profesioniști și aducând o contribuție importantă genului. În adolescență, a scris diverselor reviste pulp ale vremii, cum ar fi Amazing Stories și Thrilling Wonder Stories. Începând cu sfârșitul anilor '40 și continuând în anii '50 și '60, și-a publicat propriile fanzine, printre acestea numărându-se Astra's Tower, Day*Star și Anything Box. A mai colaborat și la editarea altor fanzine, cum ar fi Ugly Bird (cu Redd Boggs), MEZRAB (cu primul ei soț, Robert Bradley), Allerlei (cu al doilea soț, Walter Breen), The Gorgon și The Nekromantikon. În anii '70, în plină mișcare entuziastă stârnită de lumea ficțională Pământul de Mijloc a lui J. R. R. Tolkien, a scris o serie de text despre Arwen, publicate ulterior într-o ediție ieftină; unul dintre aceste texte, "The Jewel of Arwen", a apărut și în antologia The Best of Marion Zimmer Bradley (1985), dar a fost exceptată în edițiile ulterioare. De-a lungul carierei, Bradley a continuat să colaboreze cu diferite fanzime și reviste SF și fantasy.
În 1966, Bradley a făcut parte dintre membrii fondatori ai grupului Society for Creative Anachronism, fiind creditată cu stabilirea numelui acestuia.
Timp de mulți ani, Bradley a încurajat activ ficțiunea fanilor Darkover, tipărind unele dintre acestea în antologii Darkover și susținând publicarea autorilor necunoscuți. Acest lucru a luat sfârșit odată cu disputa avută cu un fan Darkover, al cărui text nu a fost publicat și conținea similarități cu o alte povestiri care fuseseră acceptate pentru publicare.
Bradley a fost editor al antologiei Sword and Sorceress, care promova povestirile fantasy cu eroine originale și non-tradiționale, scrise de autori tineri și în devenire. Deși a încurajat în mod special tinerele, nu a pus nicio piedică autorilor de sex masculin. Mercedes Lackey a fost doar una dintre autoarele publicate în antologie. Bradley a menținut în jurul ei un cerc larg de scriitori acasă, în Berkeley. A lucrat la editarea ultimului manuscris din seria Sword and Sorceress până în săptămâna morții.
Probabil cel mai faimos roman al său este Negurile. O repovestire a legendei despre Camelot narată din perspectiva lui Morgaine și a lui Gwenhwyfar, acesta a dat naștere unei serii ale cărei ultime romane, la fel ca și în cazul seriei Darkover, au fost scrise de alți autori și au continuat să apară și după moartea lui Bradley.
Faimosul critic Damon Knight a scris "Opera ei are un evident accent feminin, dar nu conține clișeele, accentele exagerate și celelate trucuri jucăușe care adesea fac imposibil de citit de către bărbați ficțiunea scrisă de femei."
În 2000, a primit postum Premiul World Fantasy pentru realizări de o viață.

### Romane
- Falcons of Narabedla (1957)
- The Door Through Space (1961)
- Seven from the Stars (1961)
- The Colours Of Space (1963) - o versiune neprescurtată a fost publicată în 1983
- Castle Terror (1965)
- Souvenir of Monique (1967)
- Bluebeard's Daughter (1968)
- The Brass Dragon (1970)
- In the Steps of the Master - The Sixth Sense #2 (1973) (bazat pe serialul de televiziune The Sixth Sense, creat de Anthony Lawrence)
- The Jewel of Arwen (1974) (nuveletă)
- The Parting of Arwen (1974) (nuveletă)
- Can Ellen Be Saved? (1975) (adaptare a unui scenariu de Emmett Roberts)
- The Endless Voyage (1975) - rescrisă și republicată în 1979 sub titlul The Endless Universe
- Drums of Darkness (1976)
- Ruins of Isis (1978)
- The Catch Trap (1979)
- The House Between the Worlds (1980)
- Survey Ship (1980)
- Night's Daughter (1985)
- Warrior Woman (1987)
- The Firebrand (1987)
- Black Trillium (1990) (cu Julian May și Andre Norton)
- Lady of the Trillium (1995) (cu Elisabeth Waters (necreditată inițial))
- Tiger Burning Bright (1995) (cu Mercedes Lackey și Andre Norton)
- The Gratitude of Kings (1997) (cu Elisabeth Waters)

### Culegeri de povestiri
- The Dark Intruder and Other Stories (1964)
- The Best of Marion Zimmer Bradley (1985)
- Jamie and Other Stories (1988)
- Marion Zimmer Bradley's Darkover (colecție Darkover) (1993)

### Serii

#### Seria Atlantă
- Web of Light (1983)
- Web of Darkness (1983)
- The Fall of Atlantis (1987) (ediție omnibus care conține Web of Light și Web of Darkness)

#### Seria Avalon
- The Mists of Avalon (1983)
  - Mistress of Magic (ediție audio a romanului The Mists of Avalon, partea 1) (1994)
  - The High Queen (ediție audio a romanului The Mists of Avalon, partea a II-a) (1994)
  - The King Stag (ediție audio a romanului The Mists of Avalon, partea a III-a) (1994)
  - The Prisoner in the Oak (ediție audio a romanului The Mists of Avalon, partea a IV-a) (1994)

ro. Negurile - editura Nemira, 2007
- The Forest House (1993) (cu Diana L. Paxson) (cunoscut și ca The Forests of Avalon)

ro. Sanctuarul - editura Nemira, 2007
- Lady of Avalon (1997) (cu Diana L. Paxson)

ro. Doamna din Avalon - editura Nemira, 2009
- Priestess of Avalon (2000) (cu Diana L. Paxson)

ro. Preoteasa din Avalon - editura Nemira, 2009
- Ancestors of Avalon (2004) (rescris de Diana L. Paxson)

ro. Străbunii Avalonului - editura Nemira, 2009
- Ravens of Avalon (2007) (rescris de Diana L. Paxson)
- Sword of Avalon (2009) (rescris de Diana L. Paxson)

#### Seria Colin MacLaren
- The Inheritor (1984)
- Dark Satanic (1988) (publicată anterior în 1972 de Berkley, NY)
- Witch Hill (1990) (posibil să fi fost publicată anterior, în 1972 de Greenleaf sub pseudonimul Valerie Graves)
- Heartlight (1998)

#### Seria Shadow's Gate (cuRosemary Edghill)
- Ghostlight (1995)
- Witchlight (1996)
- Gravelight (1997)
- Heartlight (1998)

#### Seria Darkover
Seria Darkover are loc pe planeta fictivă Darkover.
- The Planet Savers (1958)
- The Sword of Aldones (1962)
- The Bloody Sun (1964) - republicat în 1979 într-o ediție revizuită și extinsă
- Star of Danger (1965)
- The Winds of Darkover (1970)
- The World Wreckers (1971)
- Darkover Landfall (1972)
- The Spell Sword (1974) (cu Paul Edwin Zimmer (necreditat))
- The Heritage of Hastur (1975)
- The Shattered Chain (1976)
- The Forbidden Tower (1977)
- Stormqueen! (1978)
- Two To Conquer (1980)
- Sharra's Exile (1981)
- Hawkmistress! (1982)
- Thendara House (1983)
- City of Sorcery (1984)
- The Heirs of Hammerfell (1989)
- Rediscovery (1993) (cu Mercedes Lackey)
- Exile's Song (1996) (cu Adrienne Martine-Barnes)
- The Shadow Matrix (1997) (cu Adrienne Martine-Barnes)
- Traitor's Sun (1999) (cu Adrienne Martine-Barnes)
- Trilogia Clingfire
  - The Fall of Neskaya (2001) (cu Deborah J. Ross)
  - Zandru's Forge (2003) (cu Deborah J. Ross)
  - A Flame in Hali (2004) (cu Deborah J. Ross)
- Modern Darkover (cunoscută și ca trilogia The Children of Kings) (scrisă în principal de Deborah J. Ross)
  - The Alton Gift (2007)
- Hastur Lord (2010) (scrisă în principal de Deborah J. Ross)
- Ediții Omnibus
  - The Children of Hastur (conține The Heritage of Hastur și Sharra's Exile) (1982)
  - The Oath of Renuciates (conține The Shattered Chain și Thendara House) (1984)
  - The Darkover Saga (conține Hawkmistress, Sharra's Exile, The Shattered Chain, Stormqueen! și Sword of Chaos) (1984)
  - The Ages of Chaos (conține Stormqueen! și Hawkmistress!) (2002)
  - The Forbidden Circle (conține The Spell Sword și The Forbidden Tower) (2002)
  - Heritage And Exile (conține The Heritage of Hastur și Sharra's Exile) (2002)
  - The Saga of the Renunciates (conține The Shattered Chain, Thendara House și City of Sorcery) (2002)
  - A World Divided (conține Star of Danger, Winds of Darkover și The Bloody Sun) (2003)
  - First Contact (conține Darkover Landfall și Two to Conquer) (2004)
  - To Save a World (conține The Planet Savers și World Wreckers) (2004)

#### Seria Glenraven (cuHolly Lisle)
- Glenraven (1996)
- In the Rift (1998)

#### Seria Survivors (cuPaul Edwin Zimmer)
- Hunters of the Red Moon (1973)
- The Survivors (1979)

### Antologii
- The Best of Marion Zimmer Bradley's Fantasy Magazine (1994)
- The Best of Marion Zimmer Bradley's Fantasy Magazine — Vol. II (1995) (cu Elisabeth Waters)
- Antologii Darkover (editate de Marion Zimmer Bradley și cuprinzând câteva povestiri scrise de ea, dar în principal povestiri scrise de alți autori)
  - The Keeper's Price (1980)
  - Sword of Chaos (1982)
  - Free Amazons of Darkover (1985)
  - The Other Side of the Mirror (1987)
  - Red Sun of Darkover (1987)
  - Four Moons of Darkover (1988)
  - Domains of Darkover (1990)
  - Renunciates of Darkover (1991)
  - Leroni of Darkover (1991)
  - Towers of Darkover (1993)
  - Snows of Darkover (1994)
- Greyhaven (1983) (cu Paul Edwin Zimmer)
- Lythande (1986) (cu Vonda N. McIntyre)
- Marion Zimmer Bradley's Fantasy Magazine (1988–2000)
- Marion Zimmer Bradley's Fantasy Worlds (1998)
- Spells of Wonder (1989)
- Seria Sword and Sorceress (1984–2008) (editată de Marion Zimmer Bradley, iar după moartea ei Elisabeth Waters și Diana L. Paxson)

### Romane scrise sub pseudonim

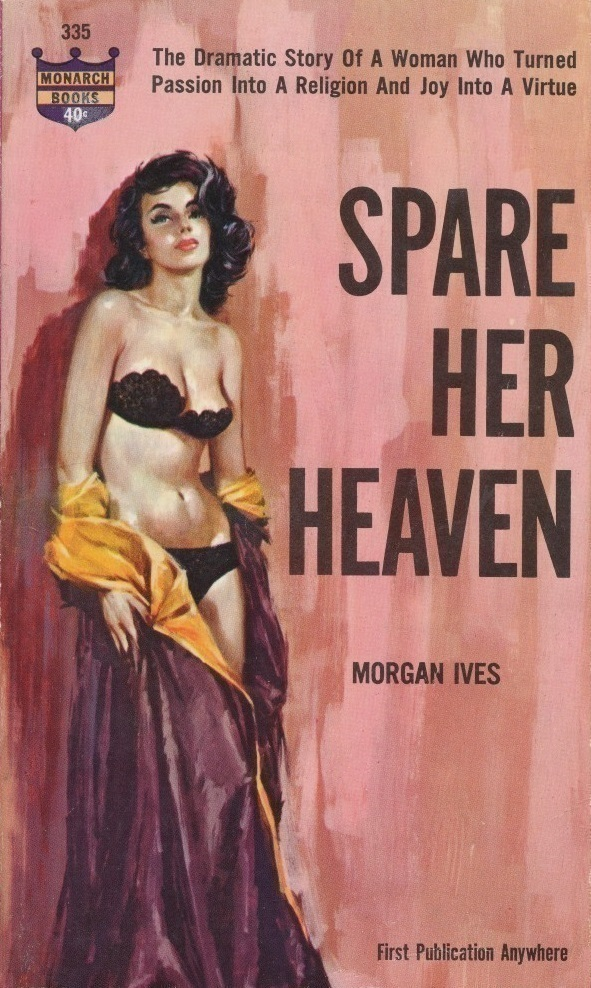
Coperta Spare Her Heaven

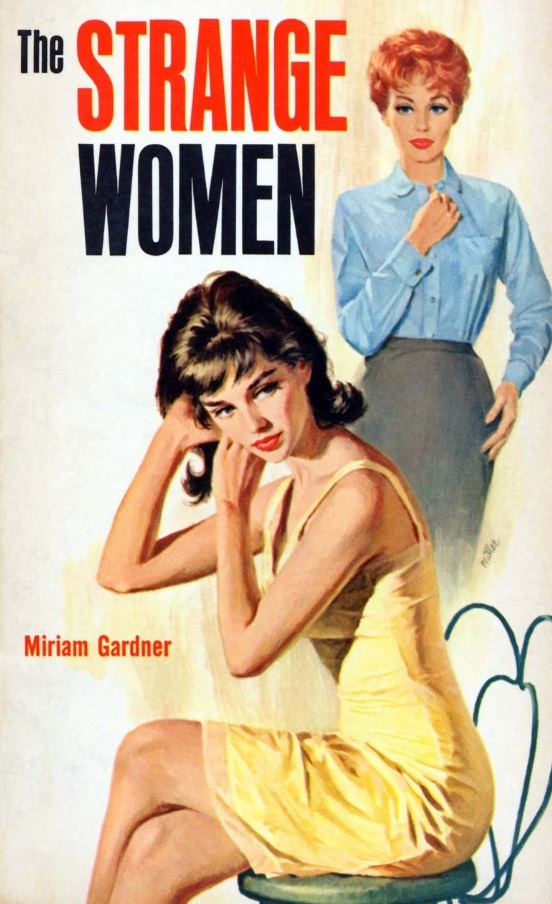
Coperta The Strange Women

- Sub pseudonimul Lee Chapman
  - I am a Lesbian (1962)
- Sub pseudonimul John Dexter
  - No Adam for Eve (1966)
- Sub pseudonimul Miriam Gardner
  - My Sister, My Love (1963)
  - Twilight Lovers (1964)
  - The Strange Women (1967)
- Sub pseudonimul Morgan Ives
  - Spare Her Heaven (1963)
  - Anything Goes (1964)
  - Knives of Desire (1966)

### Poezie
- The Maenads (1978)

### Muzică
- Songs from Rivendell (cunoscut și ca The Rivendell Suite) muzică și aranjamente pentru câteva poezii din romanul Stăpânul inelelor de J.R.R. Tolkien (1960) - reeditate pe CD-ul "The Starlit Jewel", disponibil pe Flowinglass Music Arhivat în 8 martie 2016, la Wayback Machine.

### Editoriale
- The Darkover Newsletter (1975 to 1993)
- Starstone un fanzin Darkover (5 numere, între 1978-1982)
- Marion Zimmer Bradley's Fantasy Magazine (50 de numere, între 1988 - 2000)

### Studii
- Bradley, M.Z. "Feminine equivalents of Greek Love in modern fiction". International Journal of Greek Love, Vol.1, Nr.1. (1965). Pag. 48–58.
- Checklist: A complete, cumulative checklist of lesbian, variant, and homosexual fiction in English (1960) și completările (1961, 1962, 1963).
- A Gay Bibliography (1975).
- The Necessity for Beauty: Robert W. Chambers & the Romantic Tradition (1974)

### Alte opere
Ea a mai contribuit la publicațiile The Ladder și The Mattachine Review.
Sub pseudonimele Elfrieda Rivers sau Elfrida Rivers, a colaborat cu ziarul The East Village Other, periodicul neopăgân Green Egg și Sybil Leek's Astrology Journal, unde a realizat horoscopul și a scris recenzii de carte, având propiul său editorial și a lucrat ca editor alături de soțul ei, Walter Breen.

## Pseudonime
- Miriam Gardner
- Morgan Ives
- John Dexter
- Elfrieda Rivers (sau Elfrida Rivers)
- Valerie Graves